# Liste des rois d'Athènes
Avant la démocratie athénienne, les tyrans et les archontes, Athènes était gouvernée par des rois. La liste ci-dessous reprend celle donnée par Eusèbe de Césarée.

## Liste des rois

### Premiers rois
Ces trois rois sont censés avoir régné sur l'Attique avant le déluge de Deucalion :
- Périphas
- Ogygès
- Actée

### Érechthides ou Cécropides
Cécrops est considéré comme le véritable premier roi d'Athènes, bien qu'il fût un autochtone mi-homme mi-serpent. Les dates données sont des conjectures établies par Castor de Rhodes.
- 1556-1506 : Cécrops l'Autochtone, épouse Aglaure, la fille d'Actée
- 1506-1497 : Cranaos, également autochtone, épouse Pédias (en), la fille de Mynès
- 1497-1487 : Amphictyon, épouse Atthis, la fille de Cranaos et de Pédias, fondateur de l'Amphictyonie de Delphes
- 1487-1437 : Érichthonios, épouse Praxithée, une naïade
- 1437-1397 : Pandion, fils d'Érichthonios et de Praxithée, épouse Zeuxippe, la sœur de Praxithée, elle aussi une naïade
- 1397-1347 : Érechthée, épouse Praxithée dont il a neuf enfants
- 1347-1307 : Cécrops, fils d'Érechthée, épouse Métiaduse (en)
- 1307-1282 : Pandion, fils de Cécrops ; chassé par les fils de Métion, il se réfugie à Mégare, dont il devient le roi
- 1282-1234 : Égée, fils de Pandion et de Pylia
- 1234-1205 : Thésée, fils d'Égée et d'Æthra
- 1205-1183 : Ménesthée, fils de Pétéos
- 1183-1150 : Démophon, fils de Thésée et de Phèdre
- 1150-1136 : Oxyntès, fils de Démophon et de Phyllis
- 1136-1135 : Aphéidas, fils d'Oxynthès
- 1135-1127 : Thymétès, autre fils d'Oxynthès

### Mélanthides ou Codrides
- 1126-1089 : Mélanthos, fils d'Andropompos (en), descendant de Nélée, roi de Messénie
- 1089-1068 : Codros, fils de Mélanthos

Selon la légende, après la mort de Codros en 1068 av. J.-C., les Athéniens décidèrent de ne plus avoir de rois afin d'honorer sa mémoire. Les dirigeants qui suivirent prirent le titre d'archonte. Il semble cependant que la royauté ait perduré jusqu'en 752 av. J.-C..

## Sources
- Chronique d’Eusèbe de Césarée.